# Super Puzzle Bobble
Super Puzzle Bobble, sorti en Europe et Amérique du Nord sous le titre de Super Bust-a-Move, est un jeu vidéo de puzzle développé et édité par Taito, sorti en 2000 sur Windows, GameCube, PlayStation 2 et Game Boy Advance.

## Accueil
- Jeuxvideo.com : 14/20 (PS2)[1]